# فرقه جودو شینشو هونگانجی

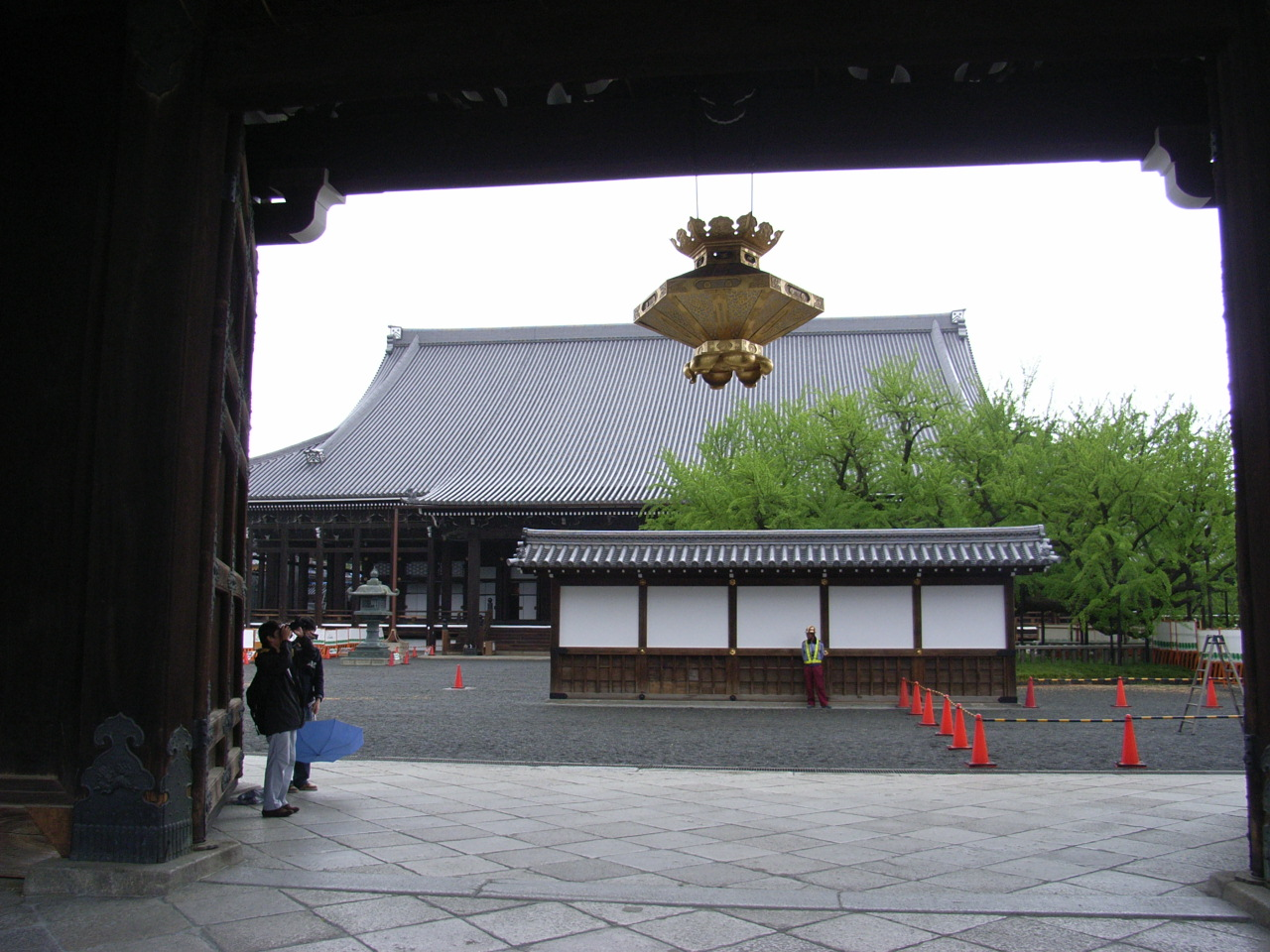
معبد نیشی هونگان-جی مقر اصلی فرقه جودو شینشو هونگانجی

فرقه جودو شینشو هونگانجی (به ژاپنی: 浄土真宗本願寺派 じょうどしんしゅうほんがんじは) یکی از فرقه‌های آیین بودایی، متعلق به جودو شینشو (شین بودیسم)، در ژاپن است.
معبد اصلی آن در کیوتو، نیشی هونگان-جی نام دارد.